# São Cristovão (Cabo Verde)
São Cristovão es una localidad caboverdiana del municipio de Santa Cruz.

## Geografía
La localidad está situada en la isla de Santiago.

## Organización territorial
La localidad abarca los lugares y barrios de:
- Achada Soares
- Bonina
- Caiumbra
- Capela
- Careira
- Chã de Bonco
- Chão Baixo
- Cutelo Verde
- Damasco
- Espinho Preto
- Galião
- Lém Gomes
- Lém Quebra
- Manipo
- Mato Afonso
- Ponta Várzea
- Ribeirão Abobora
- Tcham de Tchota